# Diaphorus distinctus
Diaphorus distinctus är en tvåvingeart som beskrevs av Octave Parent 1932. Diaphorus distinctus ingår i släktet Diaphorus och familjen styltflugor. Inga underarter finns listade i Catalogue of Life.